# Parlamento de Santa Lucía
El Parlamento de Santa Lucía (en inglés: Parliament of Saint Lucia) es el poder legislativo de dicho país caribeño desde su independencia en 1979.
Al ser Santa Lucía una monarquía parlamentaria dentro del marco de la Mancomunidad de Naciones, el gobierno es responsable ante el Parlamento. Las prerrogativas y funciones del Parlamento están delimitadas por el Capítulo III de la Constitución de Santa Lucía de 1978.

## Composición
De estructura bicameral, el Parlamento santalucencense está constituido en base al sistema parlamentario Westminster y, como tal, se compone de tres partes:
- El monarca de Santa Lucía, que es actualmente el rey Carlos III del Reino Unido, representado en Santa Lucía por el Gobernador General.
- La Cámara de la Asamblea, compuesta por 17 escaños elegidos directamente por medio de escrutinio mayoritario uninominal.[2][3][4]
- El Senado, compuesto por 11 miembros designados por el Gobernador General en base a la formación del gobierno electo.[3]

El mandato máximo del Parlamento es de cinco años desde la fecha de su primera sesión. No obstante, en cualquier momento antes de esa fecha, el Gobernador General puede disolver el Parlamento por consejo del primer ministro y convocar a elecciones anticipadas.